# Moni Tsambika
Moni Tsambika (řecky Μονή Παναγιάς Τσαμπίκας) je klášter na ostrově Rhodos. Je částí obecní jednotky Archangelos, od jejíhož centra se nachází 2 km severovýchodně.

## Obyvatelstvo
Podle sčítání lidu v roce 2011 zde žilo 35 obyvatel.

## Poloha a turistika
Na cca 300 m vysoké hoře je kostelíček, kam se chodí modlit mladé ženy, aby počaly. Ke kostelu vedou upravené schody. Z vrcholu je nádherný výhled na okolní krajinu a pláže. Klášter je velmi navštěvovaný a není výjimkou, že k vrcholu putují zástupy turistů. Na úpatí hory je možné navštívit malé místní muzeum.